# 다롄 항공
다롄 항공(중국어: 大连航空, 영어: Dalian Airlines)은 중국국제항공의 계열사로 허브 공항은 다롄 저우수이쯔 국제공항을 사용하고 있다.

## 운항 노선
- 2012년 7월 기준으로 다롄 항공은 다음과 같이 운항하고 있다.
- 나중에 다롄 항공은 일본과 대한민국을 운항할 계획이다.[1]

## 보유 기종
- 2019년 10월 기준으로 다롄 항공은 다음과 같이 보유하고 있다.

## 같이 보기
- 중국국제항공